# Bastiania parexilis
Bastiania parexilis is een rondwormensoort uit de familie van de Bastianiidae. De wetenschappelijke naam van de soort is voor het eerst geldig gepubliceerd door De Coninck.